# Deutsche Hirnstiftung
Die Deutsche Hirnstiftung e. V. ist eine gemeinnützige medizinische Organisation mit Sitz in Berlin, die sich die objektive und leicht verständliche Verbreitung von Informationen über neurologische Erkrankungen nach dem aktuellen Stand der Medizin und die Unterstützung ihrer Erforschung zur Aufgabe gemacht hat. Ihr Ziel ist es, die öffentliche Wahrnehmung neurologischer Erkrankungen zu stärken, unabhängige Informationen in Deutschland zur Verfügung zu stellen und Forschungsprojekte anzustoßen und zu fördern.
Die Stiftung wurde 2018 von der Deutschen Gesellschaft für Neurologie (DGN) initiiert und 2019 gegründet. Schirmherrin der Deutschen Hirnstiftung ist seit 2020 Malu Dreyer.

## Arbeitsschwerpunkte und Zielgruppen
Neurologische Erkrankungen, wie zum Beispiel Schlaganfall, Kopfschmerzen, Parkinson, Alzheimer, Epilepsie oder Multiple Sklerose stellen die dritthäufigste Ursache für Behinderungen und vorzeitige Todesfälle in Europa dar. Die Deutsche Hirnstiftung informiert und berät Betroffene, Angehörige und Interessierte bei Fragen zum Umgang mit neurologischen Krankheiten, Erkenntnissen aktueller Forschung und Präventionsmöglichkeiten. Neben Patienteninformation und Öffentlichkeitsarbeit steht die Sammlung und Aufbereitung aktueller wissenschaftlicher Forschung im Vordergrund des Aufgabenspektrums, nicht zuletzt aufgrund der hohen Innovationsdynamik der Neurologie in den letzten Jahren.
Zielgruppe ist neben der Bevölkerung somit auch die Fachöffentlichkeit, wie  Ärzte, Kliniken sowie das neurologische Forschungsumfeld. Die Beratung erfolgt ehrenamtlich primär durch  Neurologen. Allgemeine Informationen werden vorwiegend über die  Internetseite der Stiftung und soziale Medien vermittelt. Mittels Stipendien- und Preisvergabe durch den Stiftungsverein wird zudem die Erforschung von Diagnose- und Therapiemöglichkeiten gefördert. Gemäß Förderprogramm sollen herausragende Arbeiten gewürdigt, Anschubförderungen für junge Neurologinnen und Neurologen geboten sowie Einzelprojekte im Bereich der Versorgungsforschung finanziert werden.

## Organisation
Der Vorstand setzt sich aus dem Präsidenten, der Präsidentin, der Schriftführerin, dem Schatzmeister und zwei Beisitzern zusammen. 1. Präsident ist seit Gründung Frank Erbguth, bis 2022 ärztlicher Leiter der Universitätsklinik für Neurologie der Paracelsus Medizinischen Privatuniversität am Klinikum Nürnberg, die stellvertretende Präsidentin ist Kathrin Reetz, geschäftsführende Oberärztin an der Neurologischen Universitätsklinik der RWTH Aachen. Unterstützt wird der Vorstand von einem vierköpfigen Kuratorium, unter ihnen Karl Max Einhäupl, ehemaliger Vorstandsvorsitzender der Charité in Berlin. Daneben gibt es einen Fachbeirat für medizinisch-fachliche Expertise, welcher aus 18 Mitgliedern besteht (Stand Juli 2023).

## Kooperation
Kooperationspartner sind u. a.
- Die Deutsche Gesellschaft für Neurologie (DGN)
- Die Alzheimer Forschung Initiative e. V. (AFI)
- Die Deutsche Gesellschaft für Liquordiagnostik und Klinische Neurochemie e. V. (DGLN)
- Die Deutsche Gesellschaft für Muskelkranke e. V. (DGM)
- Der Berufsverband Deutscher Nervenärzte (BVDN)
- Der Berufsverband Deutscher Neurologen (BDN)
- Die Deutsche Gesellschaft für Parkinson und Bewegungsstörungen (DPG e. V.)
- Die Deutsche Gesellschaft für Klinische Neurophysiologie und Funktionelle Bildgebung (DGKN)
- Die Deutsche Gesellschaft für NeuroIntensiv- und Notfallmedizin (DGNI)
- Die Deutsche Migräne- und Kopfschmerzgesellschaft e. V. (DMKG)
- Die Deutsche Schlaganfall-Gesellschaft e. V. (DSG)

Zu den Unterstützenden für die Öffentlichkeitsarbeit gehören als „Botschafterinnen und Botschafter“ der Deutschen Hirnstiftung aktuell Christina Plate, Nora Gomringer, Joana Mallwitz und Oliver Geissen.

## Projekte und Aktivitäten
Neben  Aufklärungsaktionen über  neurologische Erkrankungen sind aufgrund der COVID-19-Pandemie in Deutschland ebenso eine Reihe von Orientierungen zu COVID-19/Coronavirus-assoziierten Themen für  Patienten neurologischer Erkrankungen herausgegeben worden.